# Colin Farrell
Colin James Farrell (ur. 31 maja 1976 w Dublinie) – irlandzki aktor filmowy i telewizyjny.

## Życiorys

### Wczesne lata
Urodził się w Dublinie. Jest najmłodszym synem Rity Farrell (z domu Monaghan) i Eamona Farrella, piłkarza grającego w latach 60. w klubie Shamrock Rovers. Miał brata Eamona Farrella Jr., choreografa i nauczyciela dramatu, i dwie siostry – Catherine (ur. 1971) i Claudine (ur. 1973). Dorastał w Castleknock. 
Studiował aktorstwo w Gaiety School of Drama w Dublinie.

### Kariera

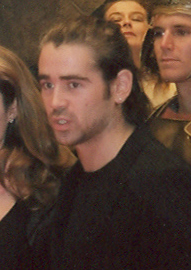
Farrell (2004)

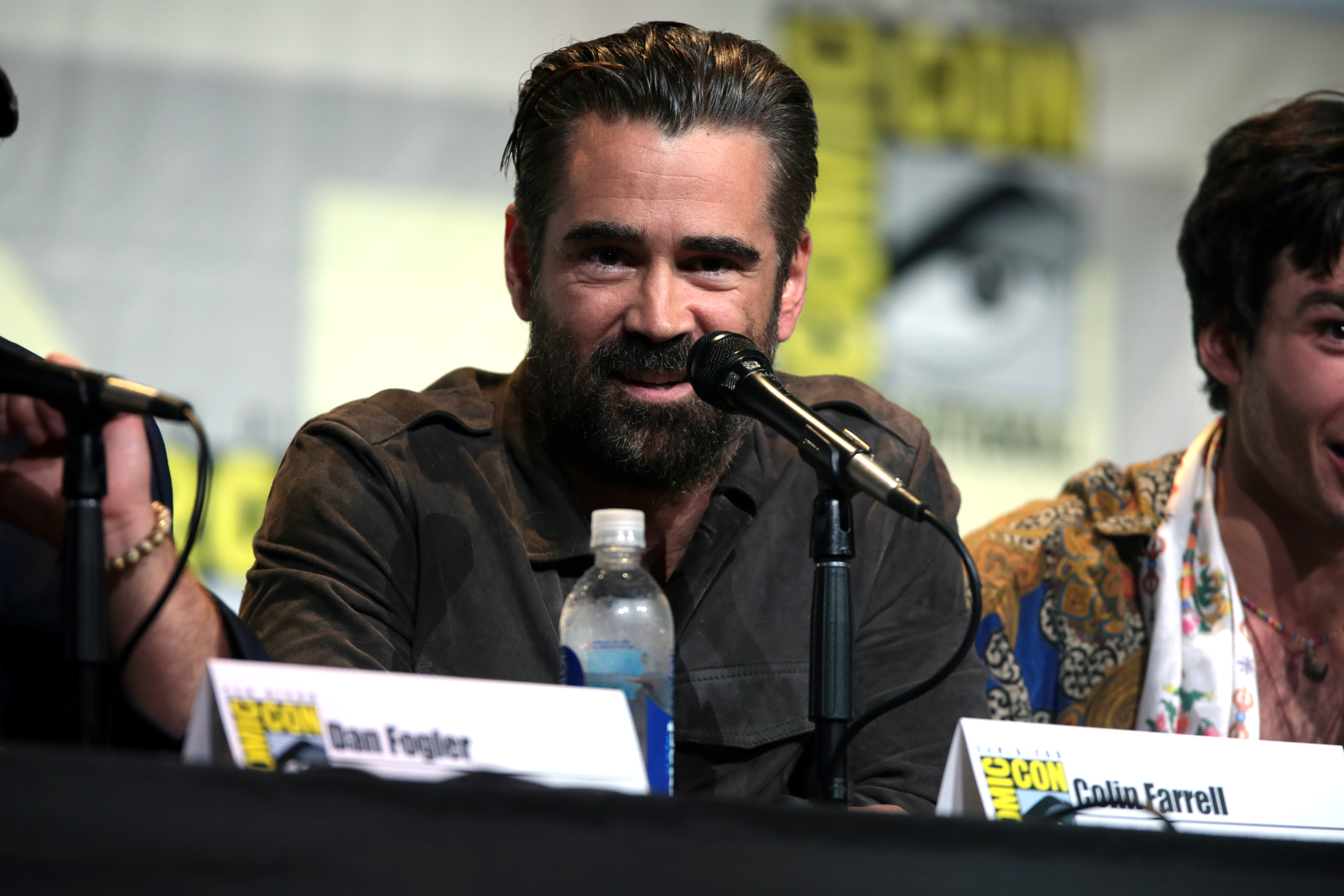
Farrell (2016)

Brał udział w przesłuchaniu dla kandydatów do irlandzkiego zespołu Boyzone, ale jego kandydatura została odrzucona, gdyż pozostali członkowie grupy obawiali się, że Farrell zdominuje cały boysband. Przez rok źródłem jego utrzymania był taniec w stylu westernowym. Potem wyjechał do Australii i został aktorem. Po raz pierwszy pojawił się na srebrnym ekranie w serialu BBC Ballykissangel (1996). Po roli w dramacie wojennym Kraina tygrysów (Tigerland, 2000) zdobył opinię jednego z najzdolniejszych aktorów młodego pokolenia oraz odebrał nagrodę krytyków filmowych na festiwalach w Bostonie i Londynie.
Zwrócił na siebie uwagę krytyków występami w kolejnych filmach. Talent aktorski potwierdził rolą oficera zaopatrzeniowego uwięzionego przez Niemców w dramacie wojennym Wojna Harta (Hart’s War, 2002), otrzymując Złoty Puchar na festiwalu filmowym w Szanghaju. Za rolę w tym filmie zainkasował 2,5 mln dol. Następnie został zaangażowany przez Stevena Spielberga w filmie Raport mniejszości (Minority Report, 2002), gdzie u boku Toma Cruise’a zagrał postać detektywa. Również w 2002 wystąpił w Telefonie, który okazał się hitem kasowym, podobnie jak S.W.A.T. Jednostka Specjalna (S.W.A.T., 2003). Rok 2003 przyniósł mu udział w jeszcze czterech produkcjach: Rekrut (The Recruit), Intermission, Veronica Guerin czy w ekranizacji słynnego komiksu, Daredevil.
Został obsadzony w tytułowej roli króla Macedonii w historycznej epopei Aleksander (Alexander, 2004), za co dostał 15 mln dol., po czym stwierdził, że dziwnie się czuje, gdy na jego konto wpływają takie sumy. Za występ otrzymał nominację do Złotej Maliny. W trakcie pracy nad filmem naraził producentów filmu na koszty, gdy musieli pokryć jego rachunek za alkohol i zdemolowanie hotelu Le Meridien w Marrakeszu. Po tym wybryku zażądano od Farrella poddania się kuracji odwykowej. Całkowita abstynencja była też warunkiem jego zaangażowania do roli detektywa Jamesa „Sonny’ego” Crocketta w filmie sensacyjnym Policjanci z Miami (Miami Vice, 2006).
Pojawił się na okładkach magazynów, takich jak „Interview”, „Vogue”, „GQ”, „Entertainment Weekly”, „Seventeen”, „Vanity Fair”, „Time Out”, „People”, „Esquire”, „Details”, „Rolling Stone”, „Men’s Health”, „Marie Claire”, „Maxim” i „The Hollywood Reporter”.

## Życie prywatne

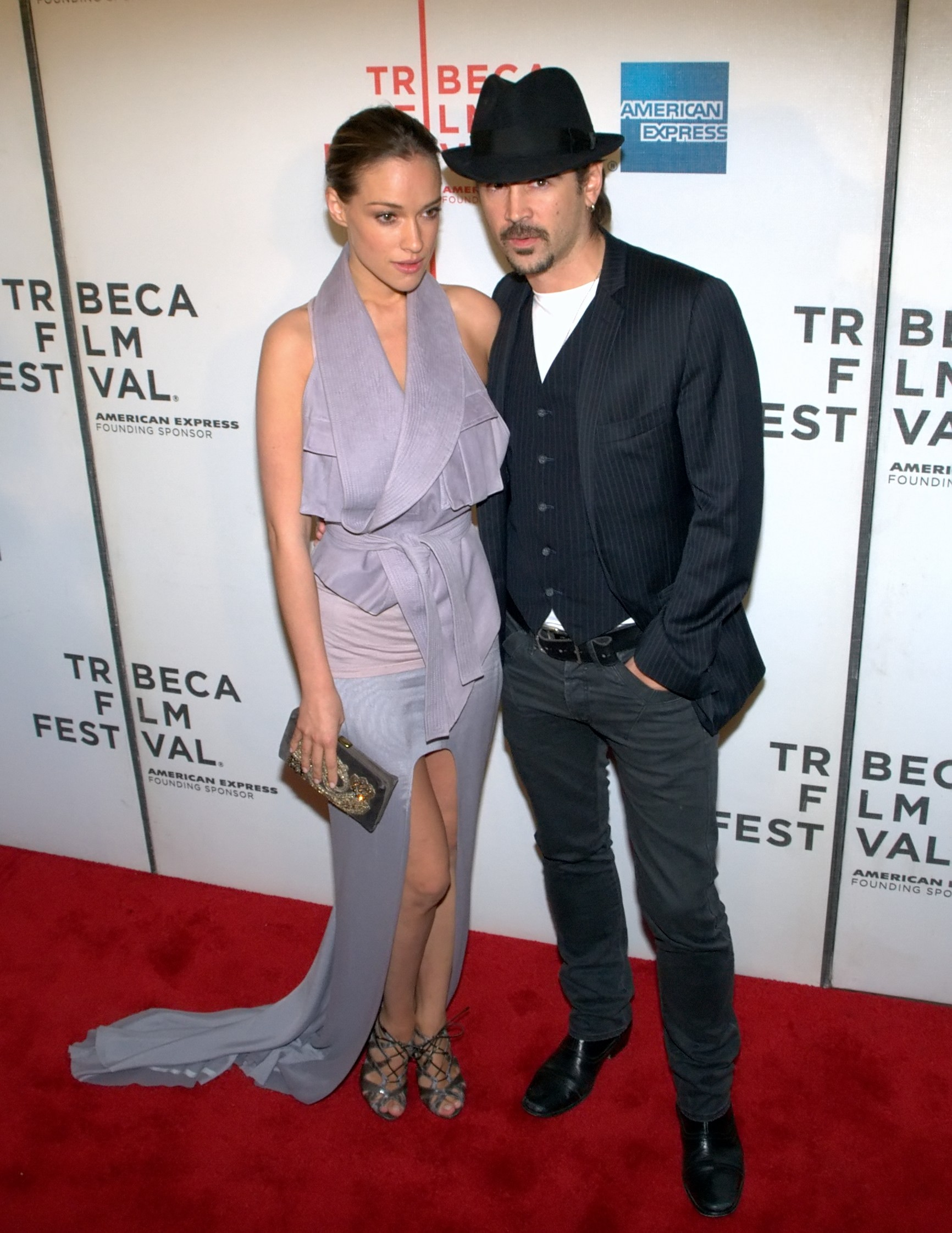
Alicja Bachleda-Curuś i Farrell (2010)

Od października 2000 do listopada 2001 był związany z angielską aktorką i piosenkarką Amelią Warner, z którą przez cztery miesiące pozostawał w związku małżeńskim, ostatecznie zakończonym rozwodem. Spotykał się z Michelle Rodriguez (2002-2003), modelką Kim Bordenave (od stycznia 2002 do listopada 2003), z którą ma chorującego na zespół Angelmana syna Jamesa (ur. 12 września 2003), Maeve Quinlan (w lutym 2002), Ashley Scott (w październiku 2002), Angeliną Jolie (2003-2004), Britney Spears (w styczniu 2003), Demi Moore (w lutym 2003), Nicole Narain (w lipcu 2003), Rosario Dawson (2004), Lindsay Lohan (w listopadzie 2004), Carmen Electrą (2006-2007), Lake Bell (w kwietniu 2006), Muireann McDonnell (od maja 2007 do czerwca 2008) i Emmą Forrest (2008-2009). Ze związku z Alicją Bachledą-Curuś (2008 do lipca 2010) ma syna Henry’ego Tadeusza (ur. 7 października 2009 w Los Angeles). Był też związany z Rihanną (w kwietniu 2011) i Elizabeth Taylor (od 2009 do marca 2011).
W wywiadach potwierdzał, że po rozwodzie z Amelią Warner korzystał z usług ekskluzywnych prostytutek.
W 2005 poddał się terapii odwykowej ze względu na uzależnienie od dopalaczy.

## Filmografia
| Rok      | Tytuł                                                                       | Rola                                                        | Reżyseria                          |
| -------- | --------------------------------------------------------------------------- | ----------------------------------------------------------- | ---------------------------------- |
| 1995     | Pod nieboskłonem (Frankie Starlight)                                        | młody mężczyzna w kinie                                     | Michael Lindsay-Hogg               |
| 1996     | Zniknięcie Fibara (The Disappearance of Finbar)                             | Simon                                                       | Sue Clayton                        |
| 1997     | Drinking Crude                                                              | Click                                                       | Owen McPolin                       |
| 1998     | Wszystko przez tancerza (Falling for a Dancer, TV)                          | Daniel McCarthey                                            | Richard Standeven                  |
| 1998-199 | Ballykissangel (serial TV)                                                  | Danny Byrne                                                 | Kieran Prendiville                 |
| 1999     | Strefa wojny (The War Zone)                                                 | Nick                                                        | Tim Roth                           |
| 1999     | Miłość w XXI wieku (Love in the 21st Century, serial TV)                    | Mattie                                                      | Catherine Johnson, Nicola Shindler |
| 1999     | David Copperfield                                                           | mleczarz                                                    | Simon Curtis                       |
| 2000     | Przyzwoity przestępca (Ordinary Decent Criminal)                            | Alec                                                        | Thaddeus O’Sullivan                |
| 2000     | Kraina tygrysów (Tigerland)                                                 | szeregowy Roland Bozz                                       | Joel Schumacher                    |
| 2001     | Bandyci (American Outlaws)                                                  | Jesse James                                                 | Les Mayfield                       |
| 2002     | Raport mniejszości (Minority Report)                                        | Ed Witwer                                                   | Steven Spielberg                   |
| 2002     | Wojna Harta (Hart’s War)                                                    | porucznik Tommy Hart                                        | Gregory Hoblit                     |
| 2002     | Telefon (Phone Booth)                                                       | Stuart Shepard                                              | Joel Schumacher                    |
| 2003     | Rekrut (The Recruit)                                                        | James Clayton                                               | Roger Donaldson                    |
| 2003     | Doggy Fizzle Televizzle (program TV)                                        | w roli samego siebie                                        |                                    |
| 2003     | Daredevil                                                                   | Bullseye                                                    | Mark Steven Johnson                |
| 2003     | Veronica Guerin                                                             | Spanky McSpank, wytatuowany chłopak                         | Joel Schumacher                    |
| 2003     | S.W.A.T. Jednostka Specjalna (S.W.A.T.)                                     | Jim Street                                                  | Clark Johnson                      |
| 2003     | Intermission                                                                | Lehiff                                                      | John Crowley                       |
| 2004     | Dom na krańcu świata (A Home at the End of the World)                       | Bobby Morrow (1982)                                         | Michael Mayer                      |
| 2004     | Saturday Night Live (program TV)                                            | w roli samego siebie; odc.: „Colin Farrell/Scissor Sisters” |                                    |
| 2004     | Aleksander (Alexander)                                                      | Aleksander Macedoński                                       | Oliver Stone                       |
| 2005     | Podróż do Nowej Ziemi (The New World)                                       | John Smith                                                  | Terrence Malick                    |
| 2005     | Hoży doktorzy (Scrubs, serial TV)                                           | Billy Callahan                                              | Chris Koch                         |
| 2006     | Pytając o miłość (Ask the Dust)                                             | Arturo Bandini                                              | Robert Towne                       |
| 2006     | Miami Vice                                                                  | detektyw James „Sonny” Crockett                             | Michael Mann                       |
| 2007     | Sen Kasandry (Cassandra’s Dream)                                            | Terry                                                       | Woody Allen                        |
| 2008     | Z kopyta (Kicking It)                                                       | narrator                                                    | Susan Koch, Jeff Werner            |
| 2008     | Najpierw strzelaj, potem zwiedzaj (In Bruges)                               | Ray                                                         | Martin McDonagh                    |
| 2008     | W cieniu chwały (Pride and Glory)                                           | Jimmy Eagan                                                 | Gavin O’Connor                     |
| 2009     | Parnassus: Człowiek, który oszukał diabła (Imaginarium of Doctor Parnassus) | Tony                                                        | Terry Gilliam                      |
| 2009     | Ondine                                                                      | rybak                                                       | Neil Jordan                        |
| 2009     | Szalone serce (Crazy Heart)                                                 | Tommy Sweet                                                 | Scott Cooper                       |
| 2009     | Selekcja (Triage)                                                           | Mark Walsh                                                  | Danis Tanović                      |
| 2010     | Londyński bulwar (London Boulevard)                                         | Harry Mitchel                                               | William Monahan                    |
| 2010     | Niepokonani (The Way Back)                                                  | Valka                                                       | Peter Weir                         |
| 2011     | Szefowie wrogowie (Horrible Bosses)                                         | Bobby Pellitt                                               | Seth Gordon                        |
| 2011     | Postrach nocy (Fright Night)                                                | Jerry Dandrige                                              | Craig Gillespie                    |
| 2012     | Pamięć absolutna (Total Recall)                                             | Douglas Quaid / Karl Hauser                                 | Len Wiseman                        |
| 2012     | 7 psychopatów (Seven Psychopaths)                                           | Marty Faranan                                               | Martin McDonagh                    |
| 2013     | Tajemnica zielonego królestwa (Epic)                                        | Ronin (głos)                                                | Chris Wedge                        |
| 2013     | Czas zemsty (Dead Man Down)                                                 | Victor                                                      | Niels Arden Oplev                  |
| 2013     | Ratując pana Banksa (Saving Mr. Banks)                                      | Travers Robert Goff                                         | John Lee Hancock                   |
| 2014     | Zimowa opowieść (Winter’s Tale)                                             | Peter Lake                                                  | Akiva Goldsman                     |
| 2014     | Panna Julia (Miss Julie)                                                    | John                                                        | Liv Ullmann                        |
| 2015     | Lobster (The Lobster)                                                       | David                                                       | Jorgos Lantimos                    |
| 2015     | Detektyw (True Detective, serial TV)                                        | detektyw Ray Velcoro                                        | John Crowley                       |
| 2015     | Ukojenie (Solace)                                                           | Charles Ambrose                                             | Afonso Poyart                      |
| 2016     | Fantastyczne zwierzęta i jak je znaleźć                                     | Percival Graves                                             | David Yates                        |
| 2017     | Zabicie świętego jelenia (The Killing of a Sacred Deer)                     | Steven                                                      | Jorgos Lantimos                    |
| 2017     | Na pokuszenie (The Beguiled)                                                | John McBurney                                               | Sofia Coppola                      |
| 2019     | Dżentelmeni                                                                 | trener                                                      | Guy Ritchie                        |
| 2021     | Voyagers                                                                    | Richard                                                     | Neil Burger                        |
| 2022     | Batman (The Batman)                                                         | Oswald Cobblepot / Pingwin                                  | Matt Reeves                        |
| 2022     | Trzynastu (Thirteen Lives)                                                  | John Volanthen                                              | Ron Howard                         |
| 2022     | Duchy Inisherin (The Banshees of Inisherin)                                 | Pádraic Súilleabháin                                        | Martin McDonagh                    |

## Nagrody
| Rok  | Nagroda                                     | Kategoria                                                                    | Tytuł                                    |
| ---- | ------------------------------------------- | ---------------------------------------------------------------------------- | ---------------------------------------- |
| 2002 | Nagroda Koła Londyńskich Krytyków Filmowych | Brytyjski debiutant roku                                                     | Kraina tygrysów (2000)                   |
| 2002 | Międzynarodowy Festiwal Filmowy w Szanghaju | Złoty Kielich                                                                | Wojna Harta (2002)                       |
| 2003 | Teen Choice Awards                          | Najlepszy filmowy czarny charakter                                           | Daredevil (2003)                         |
| 2003 | Irish Film & Television Awards              | Najlepszy aktor w filmie                                                     | –                                        |
| 2003 | MTV Movie Award                             | Najlepszy transatlantycki przełomowy wykonawca                               | –                                        |
| 2009 | Złoty Glob                                  | Najlepszy aktor w filmie komediowym lub musicalu                             | Najpierw strzelaj, potem zwiedzaj (2008) |
| 2022 | Festiwal Filmowy w Wenecji                  | Najlepszy aktor                                                              | Duchy Inisherin (2022)                   |
| 2023 | Złoty Glob                                  | Najlepszy aktor w filmie komediowym lub musicalu                             | Duchy Inisherin (2022)                   |
| 2025 | Złoty Glob                                  | Najlepszy aktor w miniserialu, serialu antologicznym lub filmie telewizyjnym | Pingwin (2024)                           |
| 2025 | Nagroda Gildii Aktorów Ekranowych           | Najlepszy występ aktora w miniserialu lub filmie telewizyjnym                | Pingwin (2024)                           |